# Zamach w Cotabato (5 lipca 2009)
Zamach w Cotabato miał miejsce 5 lipca 2009 roku, a w ataku zginęło 5 osób, a ok. 26 do 45 zostało rannych. 

## Zamach
Ładunek zdetonowano przed katedrą Niepokalanego Poczęcia w miejscowości Cotabato na wyspie Mindanao w niedzielę 5 lipca 2009 pod katedrą rzymskokatolicką o 8:50 czasu lokalnego, podczas mszy. Ulokowano go przy stoisku z żywnością stojącym tuż przy katedrze. Wybuch nastąpił w momencie, gdy obok straganu przejeżdżała ciężarówka wojskowa. Eksplozję wywołano zdalnie, za pomocą telefonu komórkowego.
Zamach potępił m.in. papież Benedykt XVI.

## Odpowiedzialność
Rzecznik lokalnej armii ppłk. Jonathan Ponce odpowiedzialnością za zamach obarczył separatystów z Islamskiego Frontu Wyzwolenia Moro (MILF).
Liderzy Moro zaprzeczyli jednak, by ich ugrupowanie miało jakikolwiek związek z zamachem.